# تام برنت (بازیکن فوتبال)
تام برنت (انگلیسی: Tom Burnett; ۹ فوریهٔ ۱۹۱۳ – ۱۹۸۶ (۷۲−۷۳ سال)) بازیکن فوتبال اهل بریتانیا بود.
از باشگاه‌هایی که در آن بازی کرده‌است می‌توان به باشگاه فوتبال دارلینگتون اشاره کرد.